# Sara Goller
Sara Goller (Starnberg, 21 de mayo de 1984) es una deportista alemana que compitió en voleibol, en la modalidad de playa.
Ganó cinco medallas en el Campeonato Europeo de Vóley Playa entre los años 2007 y 2011. Participó en dos Juegos Olímpicos de Verano, ocupando el quinto lugar en Londres 2012 y el noveno en Pekín 2008.

## Palmarés internacional
| Campeonato Europeo | Campeonato Europeo      | Campeonato Europeo | Campeonato Europeo |
| Año                | Lugar                   | Medalla            | Pareja             |
| ------------------ | ----------------------- | ------------------ | ------------------ |
| 2007               | Valencia ( España)      | Medalla de plata   | Laura Ludwig       |
| 2008               | Hamburgo ( Alemania)    | Medalla de oro     | Laura Ludwig       |
| 2009               | Sochi ( Rusia)          | Medalla de plata   | Laura Ludwig       |
| 2010               | Berlín ( Alemania)      | Medalla de oro     | Laura Ludwig       |
| 2011               | Kristiansand ( Noruega) | Medalla de bronce  | Laura Ludwig       |